# Michael Corleone
Michael Corleone es uno de los protagonistas de la novela titulada El padrino, del escritor italoestadounidense Mario Puzo. El personaje también ha aparecido en el cine en las tres películas de la trilogía homónima y en la serie de televisión The Godfather Saga, todas ellas basadas en la obra de Puzo y dirigidas por el productor y director cinematográfico Francis Ford Coppola, entre 1972 y 1990. Asimismo tiene una breve intervención como personaje secundario en la también obra de Puzo El siciliano. Cabe mencionar que en todas las versiones cinematográficas el papel de Michael Corleone ha sido interpretado por el actor Al Pacino, llegando a ser calificado como el mejor personaje de película de todos los tiempos según la revista Total Film, y siendo considerado como el undécimo villano más icónico en la historia del cine de acuerdo con el American Film Institute.
Michael es un marine condecorado con la Cruz de la Armada y la Estrella de Plata, así como el hijo de Don Vito Corleone, el jefe de la familia Corleone. Michael al principio del relato es un joven universitario bajo los estímulos de su padre, ya que éste desea un gran futuro laboral para su hijo. Pero Michael decide contradecir los planes que su padre tenía preparados para él y decide alistarse en el Cuerpo de Marines de los Estados Unidos. Su familia, a pesar de estar muy descontenta con la decisión de Michael, continúa apoyándole con la esperanza de que cuando Michael acabara el servicio militar continuase con sus estudios. Sin embargo, poco después de que acabe su carrera militar, su padre es tiroteado por unos enemigos de una familia rival de los Corleone. Entonces Michael decide vengarse de los que intentaron asesinar a su padre y asesina a Sollozzo y al capitán McCluskey. Debido a ello, tiene que escapar del país durante casi un año para que la familia Tattaglia no atente contra él como venganza. Una vez todo solucionado, Michael vuelve a casa y se convierte en el jefe de los Corleone. Se casa con Kay Adams, con la que tendrá dos hijos: Anthony y Mary.
Poco después de la muerte de su padre decide trasladar todos sus negocios a Las Vegas y allí multiplica los beneficios de la familia. En el año 1979, junto con la Iglesia, organiza una asociación destinada a aliviar la pobreza del mundo (especialmente en Sicilia). La asociación se llamaría Fundación Corleone, y Michael decidió donar una gran cantidad de dinero a la Iglesia con la esperanza de aportar a la ayuda de las familias pobres. Todas estas obras caritativas se debían a que Michael se arrepentía de sus numerables pecados como jefe de una organización criminal. Entonces creía que ayudando a la humanidad, aliviaría sus remordimientos. Michael llevó sus últimos negocios junto con el Vaticano y vendió todos los hoteles y casinos que había levantado en Las Vegas años atrás. Su hija Mary es asesinada y Michael se traslada a Sicilia a vivir, donde fallecería años después debido a su diabetes, que le había acompañado casi toda la vida. 
Cuando Puzo publicó la novela en 1969 se convirtió en su obra cumbre, permaneciendo 67 semanas como superventas en Estados Unidos, además de haber vendido aproximadamente más de 21 millones de copias a lo largo de los años. Igualmente, la primera película de Coppola obtuvo ganancias que alcanzaron los $150 millones de dólares en el primer año de lanzamiento, convirtiéndose en uno de los filmes con los ingresos más altos de la época.

## Familia
Michael es el hijo menor de Don Vito Corleone (representado por Marlon Brando) en El padrino y de Carmela Corleone.
Además es el hermano menor de Santino "Sonny" Corleone y Fredo Corleone, y hermano mayor de Connie Corleone. También siempre llamó hermano a Tom Hagen, hijo adoptivo informal de Vito Corleone. Se convierte en el Don de la familia criminal de los Corleone hacia el final de la primera parte, cuando su padre muere.

## Biografía

### El padrino
La ascensión de Michael Corleone hasta la cúspide de la familia Corleone es retratada en el libro de Mario Puzo y en la primera película.
Al principio, Michael no quería participar en los "negocios" de la familia Corleone, por lo que ingresa en el Dartmouth College, de la prestigiosa Ivy League, donde conoce a su futura esposa, Kay Adams (interpretada por Diane Keaton). Tras la entrada de Estados Unidos en la Segunda Guerra Mundial, se alista en la Marina, y lucha en el frente del Pacífico. Por su valentía, aparece en 1944 en la revista Life. Michael es licenciado como capitán para recuperarse de sus heridas en 1945. 
Cuando su padre es casi asesinado en 1945, se ofrece voluntario para vengar este atentado y asesinar a los responsables, Virgil "El Turco" Sollozzo (Al Lettieri) y el capitán McCluskey (Sterling Hayden), un capitán de policía que actuaba como guardaespaldas de Sollozzo. Después de cometer los asesinatos de estos dos, Michael se marcha a Sicilia bajo la protección de Don Tomassino (un fiel amigo de su padre) y permanece escondido allí durante dos años. Durante su estancia en Sicilia se casa con una joven llamada Apollonia (Simonetta Stefanelli), pero ella muere por un coche bomba que estaba destinado para Michael.
Mientras estaba en Sicilia, se entera del asesinato de su hermano mayor Sonny (James Caan), por lo que vuelve a Nueva York en 1950. Allí, de mala gana, es envuelto en los negocios criminales de su familia, sustituyendo a su difunto hermano como cabeza de la familia Corleone bajo la supervisión de su padre Vito. Se casa con Kay un año después. Michael intenta comprar la participación perteneciente al propietario de un casino de Las Vegas, llamado Moe Greene, con el objetivo de llevar a su familia a Nevada. 
Después de la muerte de su padre en 1955, se convierte oficialmente en Don de la familia Corleone. Antes de su muerte, Vito había advertido a su hijo Michael de que después de su fallecimiento, el jefe de la familia Barzini intentaría atentar contra su vida, con la excusa de mantener un encuentro para firmar la paz entre las dos familias. Después de que el caporegime de su padre, Sal Tessio (Abe Vigoda), le propusiera a Michael tener un acercamiento con los otros jefes mafiosos ("en mi territorio, donde estarás seguro") y de ese modo le revelase inadvertidamente que había conspirado con Emilio Barzini contra él,  Michael ordena a sus caporegime, Al Neri, Rocco Lampone y Peter Clemenza, ejecutar la muerte de los jefes de las familias mafiosas de Nueva York: el Don Emilio Barzini, el Don Philip Tattaglia, el Don Carmine Cuneo y el Don Víctor Stracci. También ordenó las muertes de Greene, Tessio, Fabrizzio (su guardaespaldas en Sicilia, quien asesinó a Apollonia -esta muerte no se muestra en la película, solo el libro y en una escena eliminada de la 2 película) y la de Carlo Rizzi (Gianni Russo), su cuñado, que maltrataba a su hermana Connie (Talia Shire) y que vendió a Sonny.

### Historia paralela:El siciliano
Michael aparece como personaje secundario en la novela de Mario Puzo, El siciliano. Durante su exilio de dos años en Sicilia, Michael está deseoso de volver con su familia a Nueva York, pero el caporegime de su padre Peter Clemenza le cuenta que quiere que escolte a Salvatore "Turi" Guiliano, de vuelta a Estados Unidos sano y salvo. A medida que conoce más acerca de la reputación de Guiliano, Michael se muestra más interesado en conocerlo; pero debido a la muerte de Guiliano no puede hacerlo.

### El padrino Parte II
En la época de El padrino II, Michael intenta eliminar todos los lazos con el crimen de su familia, y hace a Peter Clemenza (Richard S. Castellano), cabeza de la familia Corleone en Nueva York. Sus esfuerzos para redimir a su familia son infructuosos, pues de cualquier manera, sus muchos enemigos lo mantienen envuelto en el mundo del hampa. Michael empieza a trabajar en un trato con su compañero de negocios y rival Hyman Roth (Lee Strasberg), sobre el control de las operaciones de casinos, pero Roth, empujado por la venganza por la muerte de Moe Greene, un buen amigo suyo, y preocupado por el creciente poder de Michael en el negocio, manipula al hermano de Michael, Fredo, quien inconscientemente le da información acerca de su hermano, que Roth utiliza para tratar de atentar contra su vida. En una escena eliminada, Michael logra ubicar a Fabrizzio, el escolta que asesinó a su esposa en Sicilia, y ordena también su muerte.
Michael y Roth, que tiene mucho poder en Cuba, viajan a la Cuba de Fulgencio Batista, para forjar una asociación con el gobierno cubano, permitiéndoles dirigir sus operaciones en Cuba sin la interferencias de las autoridades. En medio del caos de la revolución de 1959, Michael descubre que su hermano Fredo le ha traicionado.
De vuelta en los Estados Unidos, Kay revela a Michael que ha abortado el hijo que esperaban porque no quiere traer a otro niño a su mundo. Michael se divorcia de Kay, corta la relación con ella y le prohíbe cuidar de sus hijos.
Tras la muerte de su madre, Michael ordena el asesinato de Fredo y utiliza a su hijo para ello enajenando así también a su hijo; será un acto del que se arrepentiría el resto de su vida, cosa que se demuestra en la tercera película cuando un ataque diabético le hace delirar y gritar: ¡Fredo!, ¡Fredo!.
Finalmente también mata a Roth, que, tras la revolución de Cuba, perdió su poder en el mundo de los negocios.

### El padrino III
En la época de El padrino III, es decir, a finales de los setenta; Michael ha hecho grandes pasos para hacer la Familia legítima. Se prepara para ceder sus intereses en el juego a las otras familias de la Mafia, crea una fundación de caridad e incluso el Vaticano reconoce sus buenas obras. Esta nueva conexión con la Iglesia católica da la oportunidad a Michael de comprar acciones de una gran empresa inmobiliaria, Inmobiliare, y de hacerse con su control. También comienza a recuperar su relación con Kay, además de poner bajo su protección al hijo ilegítimo de Sonny, Vincent Mancini (Andy García en la película). Aun así su relación con Kay está afectada por el hecho de que ella sabe que mató a Fredo, mientras que su hijo Anthony, que también lo sabe, se ha distanciado de él, lo que contribuyó a que se acercase a Vincent. También es empujado de nuevo al mundo del hampa, y cuando la Comisión de la Mafia se reúne con él para recibir las acciones que este le cede, se produce un asesinato en masa que cuesta la vida a casi toda la Comisión. Vincent responde a esta nueva amenaza contra la Familia con una violencia brutal, matando a la luz del día al rival de Michael, Joey Zasa (Joe Mantegna), quien se pensaba había ordenado asesinar a Michael. Vincent también comienza una relación con Mary Corleone (Sofia Coppola), la hija de Michael; romance al que este se opondrá con fuerza.
Al final de la película, cansado de la sangre y de la vida solitaria de un Don, se retira y hace a su sobrino el nuevo jefe de la familia, con la condición de que termine su relación con Mary. Dándose cuenta de que poderosas personas procedentes de la política italiana y el mundo empresarial, están trabajando para impedir que los Corleone se hagan con Inmobiliare; Michael, con la ayuda de Vincent, de nuevo se prepara para moverse en contra de sus enemigos. Esta ola de asesinatos se produce mientras asiste a la representación de Cavalleria Rusticana, en la que actúa su hijo Anthony Corleone. Esa misma noche, Mary es asesinada por error cuando intentan matar a su padre. Devastado por su pérdida, Michael se aparta de su vida y se retira a Sicilia donde muere años después (1997) (no se sabe si en la compañía de su exmujer o solo) de una apoplejía.

## Secuelas
Michael reaparece en las secuelas de Mark Winegardner, El padrino: El regreso y El padrino: La venganza.